# Anton Christensen
Jørgen Anton Christensen, född 13 november 1869 i Væde vid Aarup, död 9 april 1935, var en dansk agronom. 
Christensen utbildades inom lantbruket, avlade lantbruksexamen 1897 och tilläggsexamen i markvetenskaperna 1898. Efter några års verksamhet som assistent vid Landbohøjskolen blev han 1909 docent i redskapslära där. År 1912 blev han tillförordnad och från 1916 anställd som statskonsulent i maskinbruk. Han var medlem av och sekreterare för Statens Redskabsprøver och av olika kommittéer. Han bedrev även en omfattande facklitterär verksamhet.